# Richard Faulds
Richard Bruce Faulds (Guildford, 16 marzo 1977) è un tiratore a segno britannico.
Ha vinto la medaglia d'oro olimpica alle Olimpiadi 2000 svoltesi a Sydney nella specialità doppia fossa olimpica.
Ha partecipato, gareggiando sempre nella doppia fossa, anche alle Olimpiadi 1996 (quinto classificato), alle Olimpiadi 2004 (tredicesimo), alle Olimpiadi 2008 (sesto) e alle Olimpiadi 2012 (dodicesimo).